# Звонимир Сольдо
Звонимир Сольдо (хорв. Zvonimir Soldo, нар. 2 листопада 1967, Загреб) — югославський та хорватський футболіст, що грав на позиції півзахисника. По завершенні ігрової кар'єри — футбольний тренер.

## Клубна кар'єра
Народився 2 листопада 1967 року в місті Загреб. Вихованець футбольної школи клубу «Інтер» (Запрешич).
У дорослому футболі дебютував 1988 року виступами за «Динамо» (Загреб), в якому провів два сезони, взявши участь у 36 матчах чемпіонату Югославії.
У 1990 році перейшов в «Задар», за який відіграв наступний сезон, після чого перейшов у «Інтер» (Запрешич), з яким дебютував у першому чемпіонаті незалежної Хорватії і в першому ж сезоні виграв Кубок Хорватії.
1994 року Звонимир повернувся в «Динамо», що тоді називалося «Кроація». У сезоні 1995/96 він став переможцем чемпіонату і володарем кубку Хорватії, після чого перейшов у німецький «Штутгарт», за який виступав 10 сезонів аж до закінчення кар'єри у 2006 році. Більшість часу, проведеного у складі «Штутгарта», був основним гравцем команди. За цей час додав до переліку своїх трофеїв один титул володаря Кубка Німеччини та двічі ставав володарем Кубка Інтертото.

## Виступи за збірну
20 квітня 1994 року дебютував в офіційних матчах у складі національної збірної Хорватії в зустрічі проти збірної Словаччини (1:4). 
У складі збірної був учасником чемпіонату Європи 1996 року в Англії, чемпіонату світу 1998 року у Франції, на якому команда здобула бронзові нагороди, та чемпіонату світу 2002 року в Японії і Південній Кореї.
Протягом кар'єри у національній команді, яка тривала 9 років, провів у формі головної команди країни 61 матч, забивши 3 голи.

## Кар'єра тренера
14 січня 2008 року Сольдо очолив загребське «Динамо», змінивши Бранко Іванковича. До того з липня 2007 року Звонимир тренував юнацьку команду «Динамо». У тому ж сезоні Сольдо виграв з «динамівцями» чемпіонат і Кубок Хорватії, після чого пішов у відставку з поста головного тренера.
З липня 2009 року тренував німецький «Кельн», що иступав у Бундеслізі. 24 жовтня 2010 року Сольдо був відправлений у відставку з поста головного тренера «Кельна», на якому його змінив тренер другої команди Кельна Франк Шефер.
Після звільнення Сольдо повернувся до Хорватії і відкрив ресторан в своєму рідному місті Загреб.

## Титули і досягнення

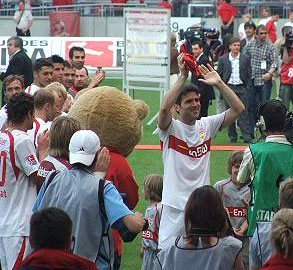
Звонимир Сольдо у своєму прощальному матчі у Бундеслізі за «Штутгарт». 2006 рік.

### Як гравець
- Чемпіон Хорватії (1):

«Кроація»: 1995-96
- Володар Кубка Хорватії (2):

«Інтер» (Запрешич): 1992
«Кроація»: 1995-96
- Володар Кубка Німеччини (1):

«Штутгарт»: 1996-97
- Володар Кубка Інтертото (2):

«Штутгарт»: 2000, 2002
- Бронзовий призер чемпіонату світу: 1998

### Як тренер
- Чемпіон Хорватії (1):

«Динамо» (Загреб): 2007-08
- Володар Кубка Хорватії (1):

«Динамо» (Загреб): 2007-08